# St. Suitbertus (Düsseldorf-Bilk)

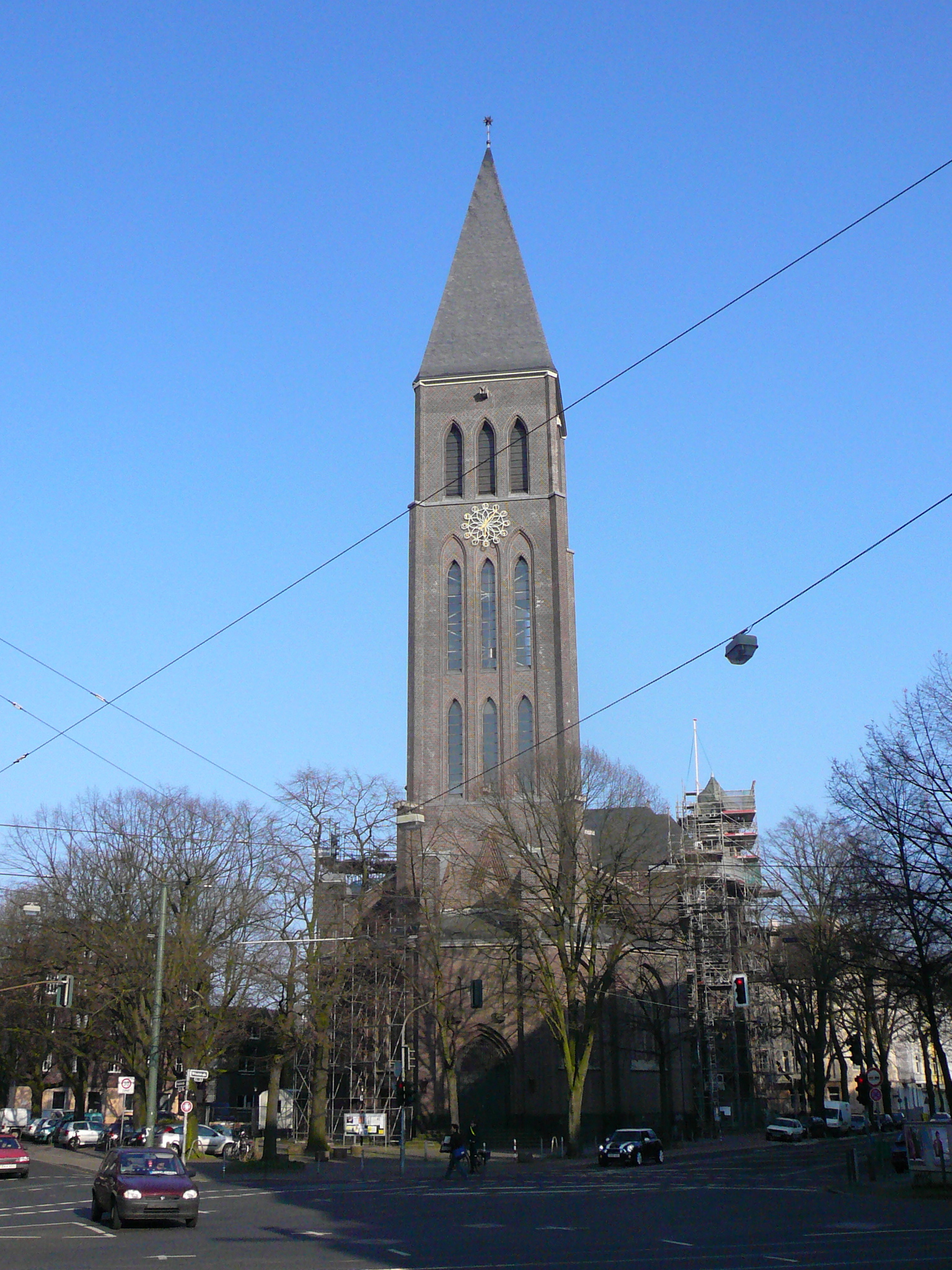
St.-Suitbertus-Kirche, Düsseldorf-Bilk

Die Kirche St. Suitbertus am Suitbertusplatz 1 im Düsseldorfer Stadtteil Bilk wurde in zwei Bauphasen 1905–1906 und 1927 erbaut. Der katholische Kirchenbau steht seit 1994 unter Denkmalschutz.

## Geschichte
Im August 1902 wurde der Beschluss gefasst, die Pfarrei von St. Martin in Bilk aufzuteilen und am heutigen Suitbertusplatz eine Rektoratskirche zu errichten. Der Kirchenbau wurde 1905/1906 nach einem Entwurf von Alfred Tepe begonnen. Zum 1. Oktober 1911 erfolgte die Erhebung des neuen Kirchenbezirks zur selbständigen Pfarrei.
1925 beschloss der Kirchenvorstand dann einen deutlichen Ausbau. Die Erweiterung des Langhauses und der Bau des Kirchturms erfolgten 1927 nach einem Entwurf der Düsseldorfer Architekten Hans Tietmann und Karl Haake. 1943 wurde die Kirche bei Bombenangriffen weitgehend zerstört. Ab 1947 begann der Wiederaufbau. Die Verglasung wurde 1949 erneuert. 1967 wurde der Innenraum neu gestaltet, 1969 erfolgten eine umfangreiche Renovierung und ein Umbau. 1990 wurden alle Restaurierungsarbeiten abgeschlossen.

## Beschreibung

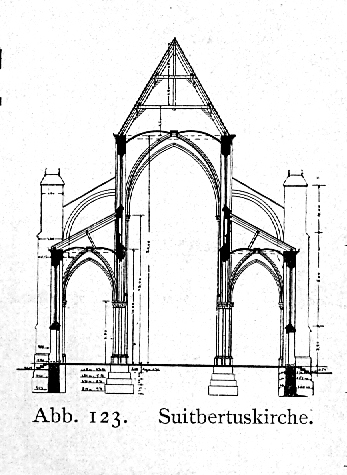
Querschnitt
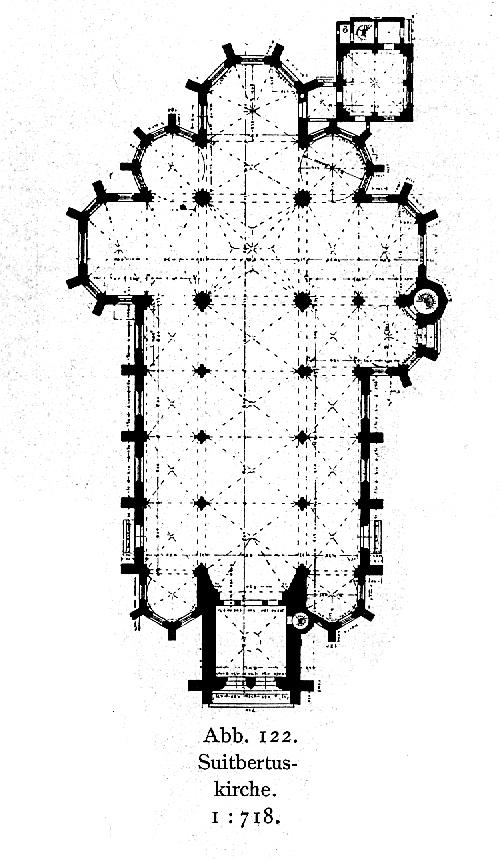
Grundriss

Der ursprüngliche Bauteil des Sakralbaus wurde im Stil der Neogotik als dreischiffige Basilika erbaut. Das Innere orientiert sich an hochgotischen Kirchen, das Äußere folgt mit seinen schlichten Formen und dem Baumaterial eher der norddeutschen Backsteingotik.
Der mit 80,23 Metern zweithöchste Kirchturm der Stadt Düsseldorf dominiert den gesamten Gebäudekomplex. Der ursprüngliche Turmaufsatz war aus Holz und mit Kupferblech beschlagen. Er wurde im Zweiten Weltkrieg zerstört; der heutige Turmhelm wurde 1968 aufgesetzt und 2004/2005 weitgehend erneuert.

## Orgel

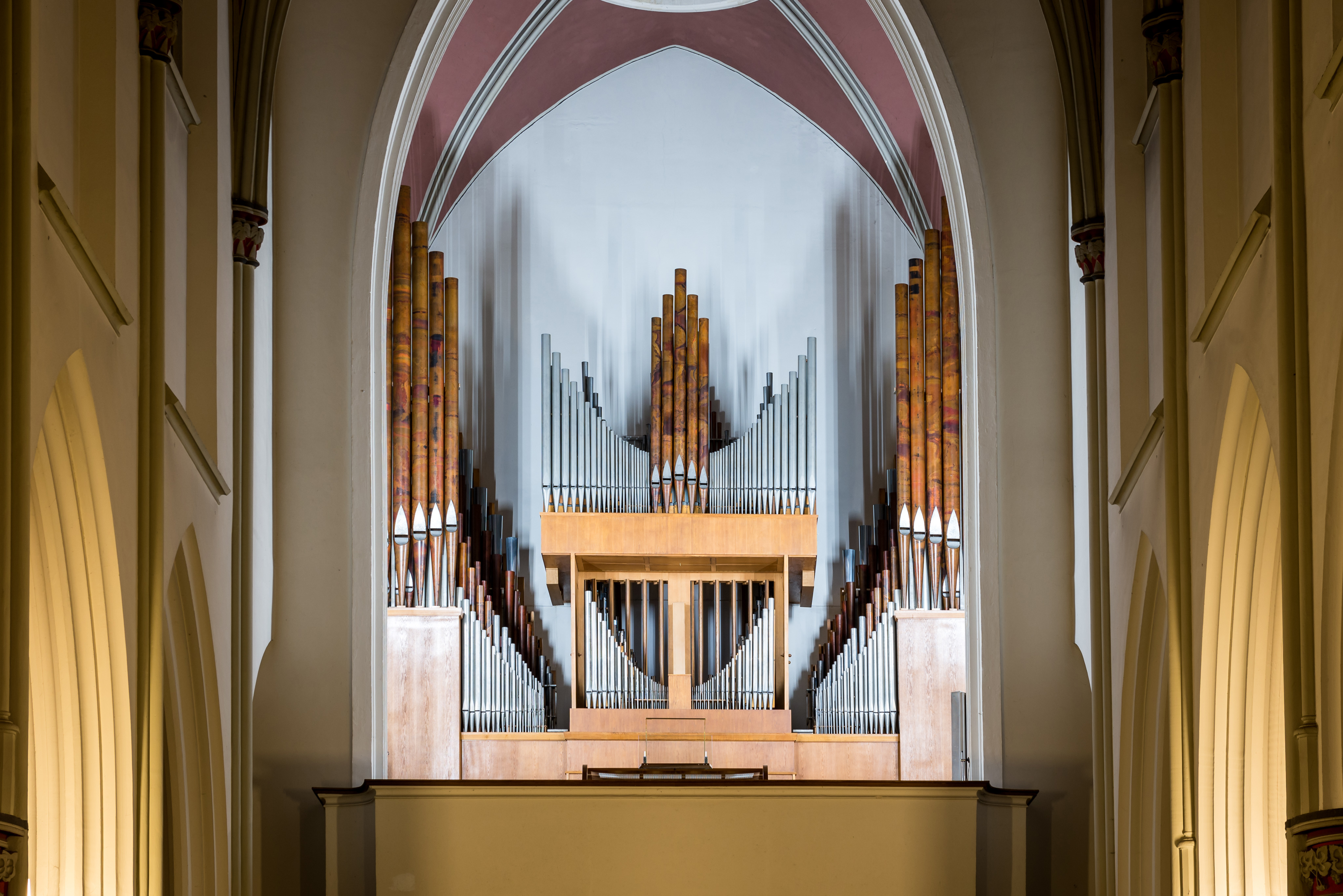
Prospekt der Orgel von 1958

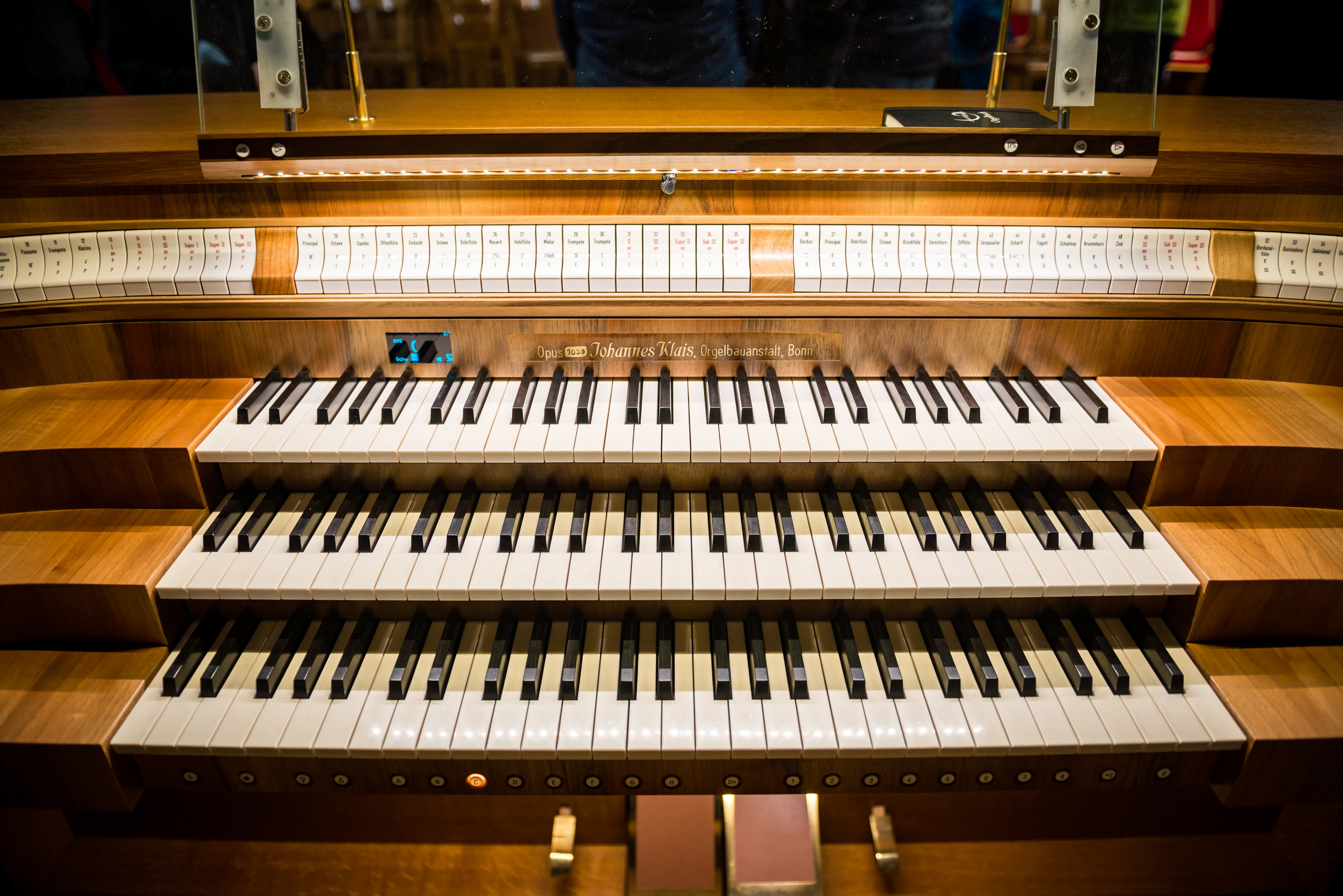
Orgel-Spieltisch

Die Orgel wurde 1958 von dem Orgelbauer Johannes Klais (Bonn) erbaut. Das Kegelladen-Instrument hat 47 Register auf drei Manualen und Pedal. Die Trakturen sind elektrisch. Im Jahr 2017 wurde die Orgel durch die Orgelbaufirma Romanus Seifert & Sohn, Kevelaer grundlegend überarbeitet. Die gesamte Orgeltechnik wurde auf den neusten Stand der Technik gebracht. 8 Register wurden durch neue Stimmen ersetzt, zwei weitere Register durch die Anfertigung einer neuen Zusatzlade erhalten. Die Orgel wurde komplett umintoniert und auf den großen Kirchenraum angepasst. Hierzu wurden die Winddrücke erhöht, die in den 1970er Jahren durch die Firma Willi Peter, Köln heruntergesetzt wurden. Das Instrument erhielt einen neuen, leistungsfähigeren Motor sowie einen neuen fahrbaren Spieltisch mit elektronischer Steuerung, der im Stil der Orgel nachgebaut wurde. Die neue Disposition lautet:
| I Hauptwerk C–g3 |       |
| Principal        | 16′   |
| Octave           | 8′    |
| Gambe (neu)      | 8'    |
| Offenflöte       | 8′    |
| Lieblich Gedackt | 8′    |
| Octave           | 4′    |
| Rohrflöte        | 4′    |
| Nasard           | 2 ⁄3′ |
| Hohlflöte        | 2′    |
| Mixtur IV        |       |
| Trompete         | 16'   |
| Trompete         | 8'    |

| II Oberwerk C–g3 |        |
| Bordun           | 16′    |
| Principal        | 8′     |
| Rohrflöte        | 8′     |
| Octave           | 4′     |
| Blockflöte       | 4′     |
| Gemshorn         | 2′     |
| Sifflöte         | 1 ⁄3′  |
| Sesquialter      | 2 ⁄3′  |
| Scharff III-IV   | 1 2⁄3′ |
| Fagott           | 16′    |
| Krummhorn        | 8′     |
| Schalmey         | 8'     |
| Zink             | 4'     |

| III Schwellwerk C–g3 |    |
| Bordunalflöte        | 8′ |
| Quintadena           | 8′ |
| Salicional           | 8' |
| Schwebung            | 8′ |
| Principal            | 4' |
| Querflöte            | 4' |
| Schwegel             | 2' |
| Mixtur III           | 1' |
| Horn                 | 8′ |
| Oboe                 | 8' |
| Tremolo              |    |

| Pedalwerk C–f1 |     |
| Untersatz      | 32′ |
| Principal      | 16′ |
| Subbass        | 16′ |
| Zartbass       | 16′ |
| Octavbass      | 8′  |
| Gedecktbass    | 8′  |
| Choralbass     | 4′  |
| Bassflöte      | 4′  |
| Contraposaune  | 32' |
| Posaune        | 16′ |
| Trompete       | 8'  |
| Klarine        | 4'  |

- Koppeln: II/I, III/I, III/II, I/P, II/P, III/P Sub III, Super III, Sub III-II, Super III-II, Sub III-I, Super III-I, Super I-P. Super II-P, Super III-P Super II-I
- Anmerkungen:

1. ↑  C-H neu in voller Länge, vorher gedeckt.
2. ↑  vorher Gedacktpommer.
3. ↑  2 2/3' + 1 3/5' C-H neu, vorher 1 1/3' + 4/5'.
4. ↑  vorher Schwellwerk.
5. ↑  vorher Schwellwerk.
6. ↑  vorher Quinte 2 2/3'.
7. ↑  vorher Septimcymbel.
8. ↑  vorher Tertian 2f.
9. ↑  vorher Schalmey 8'.
10. ↑  vorher Zink 4'.
11. ↑  vorher Hintersatz V.
12. ↑  vorher Nachthorn 2'.

## Glocken
Im Jahr 1931 goss die Glockengießerei Otto aus Hemelingen/Bremen ein fünfstimmiges Bronzeglockengeläut für St. Suitbert. Die Glocken waren gestimmt auf a0 – h0 – cis′ – e′ – fis′ und wogen zusammen über 13 Tonnen. Bis auf die kleine fis-Glocke wurde alle anderen im Zweiten Weltkrieg eingeschmolzen.
| Glocke | Name         | Gussjahr | Gießer, Gussort                  | Durchmesser  | Masse   | Schlagton |
| ------ | ------------ | -------- | -------------------------------- | ------------ | ------- | --------- |
| 1      | Christ-König | 1956     | Petit & Gebr. Edelbrock, Gescher | 1680 mm      | 3000 kg | H° +1     |
| 2      | Maria        | 1954     | Petit & Gebr. Edelbrock, Gescher | 1383 mm      | 1650 kg | d’+2      |
| 3      | Suitbertus   | 1956     | Petit & Gebr. Edelbrock, Gescher | 1230 mm      | 1150 kg | e’ +3     |
| 4      | Engel        | 1931     | Glockengießerei Otto, Hemelingen | 840 (810) mm | 989 kg  | fis’ +2   |
| 5      | Josef        | 1954     | Petit & Gebr. Edelbrock, Gescher | 630 mm       | 430 kg  | a’ +2     |

## Rundfunksender
Der Kirchturm von St. Suitbertus dient auch zur Verbreitung des Programms vom hochschulradio düsseldorf auf 97,1 MHz mit 14 Watt ERP.